# Conor Niland
Conor Niland (n. 29 de septiembre de 1981 en Birmingham, Reino Unido) es un jugador de tenis irlandés. En su carrera no ha conquistado torneos a nivel ATP y su mejor posición en el ranking fue Nº129 en diciembre de 2010. 

## Títulos (8)

### Challengers (3)
| Legend (Singles)                |
| Grand Slam (0)                  |
| ATP World Tour Masters 1000 (0) |
| ATP World Tour 500 (0)          |
| ATP World Tour 250 (0)          |
| ATP Challenger Tour (3)         |
| ITF Futures (5)                 |

Ganador (8)
| N. | Data                    | Torneo          | Superficie        | Oponente en la final | Resultado           |
| 1. | 7 de agosto de 2006     | Wrexham, F12    | dura              | Riccardo Ghedin      | 6–4, 2–6, 6–3       |
| 2. | 19 de marzo de 2007     | Vrsar, F4       | tierra batida     | Kornél Bardóczky     | 6–4, 6–4            |
| 3. | 28 de abril de 2008     | Bournemouth, F7 | tierra batida (I) | Pierre Metenier      | 7–5, 6–0            |
| 4. | 23 de junio de 2008     | Limerick F2     | Carpet (I)        | Harsh Mankad         | 6–3, 6–4            |
| 5. | 4 de agosto de 2008     | New Delhi III   | dura              | Tomáš Cakl           | 6–4, 6–4            |
| 6. | 9 de noviembre de 2009  | Florida F28     | tierra batida     | James Lemke          | 3–6, 6–4, 6–0       |
| 7. | 8 de mayo de 2010       | Ramat HaSharon  | dura              | Thiago Alves         | 5–7, 7–6(5), 6–3    |
| 8. | 21 de noviembre de 2010 | Salzburg        | dura (i)          | Jerzy Janowicz       | 7–6(5), 6–7(2), 6–3 |

Perdedor (4)
| N. | Data                     | Torneo            | Superficie    | Oponente en la final | Resultado     |
| 1. | 17 de septiembre de 2007 | London, F17       | dura          | Martin Fischer       | 4–6, 3–6      |
| 2. | 31 de marzo de 2008      | Exmouth, F6       | Carpet (i)    | Joshua Goodall       | 4–6, 6–7(3)   |
| 3. | 12 de octubre de 2009    | Saint-Dizier, F18 | dura          | Antony Dupuis        | 3–6, 6–4, 4–6 |
| 4. | 2 de noviembre de 2009   | Birmingham, F27   | tierra batida | James Lemke          | 6–4, 2–6, 5–7 |